# Суловска кула
Суловската кула (на гръцки: Πύργος Σκεπαστού) е отбранително съоръжение край лъгадинското село Скепасто (Сулово), Гърция.

## Местоположение
Кулата е разположена на скалиста издатина на Орсовата планина (Кердилия), североизточно от село Скепасто. Охранявала е Суловския проход между Орсовата планина на изток и Богданската планина на запад, през който минава пътят от Бешичкото езеро за Сярското поле. Кулата има визуален контакт с Мавровската крепост, разположена на 7 km на запад.

## История
Кулата вероятно е построена горе-долу по същото време като Мавровската крепост, която датира може би от средновизантийския период.

## Описание
Кулата е правоъгълна с размери 6,0 х 6,5 m и максимална оцеляла височина 2 m. Дебелината на зида варира между 1,5 и 1,8 m. Градежът ѝ се състои от различни по големина камъни със свързващ хоросан между тях. По-голямата част от кулата е срутена и е покрита с гъста растителност. Запазена е част от затворения приземен етаж, който е бил резервоар за вода, съдейки по останките от хидравличен хоросан по вътрешните стени. Входът към кулата е от високо място. Около кулата в радиус от 10 m има развалини от допълнителни укрепления около периметъра.